# شهرستان داگلاس (اورگن)
شهرستان داگلاس، اورگن (به انگلیسی: Douglas County, Oregon) شهرستانی در ایالات متحده آمریکا است که در اورگن واقع شده‌است.

## خصوصیات
شهرستان داگلاس ۱۳٬۲۹۷٫۰۷ کیلومترمربع مساحت دارد.